# Diospyros andamanica
Diospyros andamanica és una espècie d'arbre dins la família Ebenaceae. Fa fins a 20 m d'alt, les seves inflrescències porten 30 o més flors. Els fruits són d'arrodonits a el·lipsoides de fins a 3 cm de diàmetre. El seu epítet específic és per les Illes Andaman que és on està distribuït a més de Sumatra, Malàisia peninsular i Borneo.